# Армія Крайова

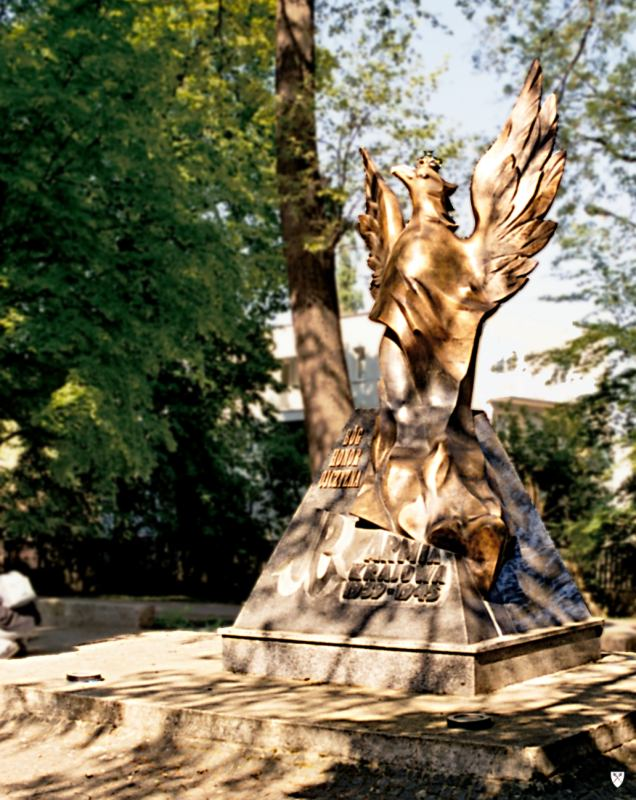
Пам'ятник АК у місті Сопот

А́рмія Крайо́ва (АК) (пол. Armia Krajowa) — збройні сили польського підпілля під час Другої світової війни (1939—1945).
Підпільні збройні сили в Польщі, об'єднані під назвою Армія Крайова, були сформовані на території Польщі в кордонах до 1 вересня 1939 року  та підпорядковувалися польському еміграційному урядові в Лондоні. АК — одна з найчисельніших і найорганізованіших «підпільних армій» тодішньої Європи. За складом була неоднорідна, охоплювала як лібералів та прорадянських соціалістів, так і польських націоналістів і представників крайніх правих сил.
Головне завдання АК — збройний опір гітлерівським  військам у вигляді диверсій та саботування, а також підготовка загальнопольського повстання, так звана операція «Буря» (пол. akcja «Burza»), яке мало вибухнути у сприятливий для того час. Відносно СРСР командир AK генерал дивізії Стефан Ровецький виходив з концепції двох ворогів, відповідно до якої знекровлені тривалим протистоянням Німеччина і СРСР повинні були втратити можливість до подальших військових дій, що дозволило б АК за підтримки Великої Британії та США підняти переможне загальнонаціональне повстання.
Здійснювала етнічні чистки українського та литовського населення. Її напади разом із батальйонами хлопськими на українські села Холмщини і Підляшшя, які підбурювалися СРСР та Нацистською Німеччиною, стали однією з основних причин Волинської трагедії, як продовження політики міжвоєнної Польщі. Такі самі напади відбувалися й в Галичині.
Окрім німців, АК боролася проти Української Повстанської армії, а також білоруських ( Білоруська визвольна армія ) і литовських партизанських збройних формувань. Бійці Армії Крайової знищували єврейські партизанські загони в Західній Білорусі і Литві (наприклад, у листопаді 1943 року загін Шломо Зоріна в теперішньому Воложинському районі Білорусі). Від рук членів Армії Крайової часто гинули і радянські військовослужбовці, які зуміли втекти з німецького полону.

## Історія створення, завдання і структура

### Хроніка АК
27 вересня 1939 була утворена Служба перемоги Польщі (пол. Służba Zwycięstwu Polski), яка 13 листопада 1939 була перетворена на Союз збройної боротьби (СЗБ — пол. Związek Walki Zbrojnej — ZWZ).
14 лютого 1942 року наказом головнокомандувача збройних сил Польщі генерала Владислава Сікорського було перейменовано на Армію крайову.
19 січня 1945 генерал Леопольд Окулицький своїм наказом розпустив очолювану ним організацію.

### Структура та склад АК
Склад АК був неоднорідний. Крім двох головних, найчисельніших організацій, що утворили АК — СЗБ та Польського повстанського союзу, до складу входили й менші підпільні патріотичні структури: Національна військова організація, Конфедерація нації, частково — Національні збройні сили, частково — Селянські батальйони, а також Народна гвардія Польської соціалістичної партії та ін.
Керівництво АК комплектувалося з кадрових офіцерів колишнього Війська польського та випускників таємних підпільних військових навчальних закладів.
На озброєнні АК була переважно стрілецька зброя, захоплена в окупантів, скинута на парашутах з англійських літаків, вироблена в підпільних майстернях.
Організаційно АК складалась за територіальним принципом з п'яти так званих «обшарів» (Львівського, Білостоцького, Західного та двох Варшавських — Правого й Лівобережного), котрі поділялися на округи, частина яких організаційно не була підпорядкована командуванню обшарів. Округи складалися з дивізій, до складу яких входили стрілецькі та уланські полки. Командування здійснювалось управлінням, яке складалось з семи відділів (організаційного, інформаційно-розвідувального, інтендантського, операційно-навчального, зв'язкового, інформаційно-пропагандистського та фінансового), до яких згодом долучився восьмий — диверсійний. У середині 1944 р. чисельність АК сягала близько 380 тис. осіб.

## Територіальна структура
- Округ АК Бялисток[pl]
- Округ АК Варшава[pl]
- Округ АК Вільно[pl]
- Округ АК Волинь
- Округ АК Краків[pl]
- Округ АК Люблін[pl]
- Округ АК Львів
- Округ АК Лодзь[pl]
- Округ АК Новогрудок[pl]
- Округ АК Полісся[pl]
- Округ АК Помор'я[pl]
- Округ АК Познань[pl]
- Округ АК Радом-Кельце[pl]
- Округ АК Станіслав
- Округ АК Сілезія[pl]
- Округ АК Тернопіль

## Бойові дії

### АК та німецькі війська
У період з 1 січня 1941 року по 30 червня 1944 року в рамках поточної збройної боротьби частині АК і підлеглі їм загони, за власними даними АК, пустили під укіс 732 поїзди, підпалили 443 транспорти, знищили близько 4,3 тис. транспортних засобів, спалили 130 складів зі зброєю та спорядженням, пошкодили 19 тис. вагонів і близько 6,9 тис. локомотивів, підпалили 1,2 тис. бензоцистерн, підірвали 40 залізничних мостів, знищили 5 нафтових свердловин, заморозили 3 великі доменні печі, провели близько 25 тис. диверсійних акцій на військових заводах, здійснили близько 5,7 тис. замахів на німців і співпрацювавших з ними поляків, звільнили ув'язнених з 16 в'язниць. Серед найвідоміших операцій АК були:
- 7-8 жовтня 1942 року — диверсія на залізничному вузлі в Варшаві;
- 18 січня 1943 року — звільнення в'язнів в Пінську[6];
- 15 лютого 1943 року — вибух на вокзалі в Берліні;
- 26 березня 1943 року — звільнення в'язнів в центрі Варшави («акція під Арсеналом»);
- 1 лютого 1944 року — замах на Франца Кучеру — начальника СС і поліції Варшавського округу.

30 липня 1943 року гестапо заарештувало командувача Армією Крайовою полковника Стефана Ровецького, який був ув'язнений у концтаборі Заксенхаузен і страчений 1 серпня 1944 року.

### АК у Литві
На території Литви (територія райхскомісаріату «Остланд») був створений окремий Віленський округ — загальною чисельністю 9000 чоловік, які воювали проти місцевих литовських колабораціоністів. Армія Крайова в Литві епізодично співпрацювала з нацистами і іноді отримувала допомогу зброєю в обмін на відносну нейтральність і рішучі дії проти радянських партизан.
14 серпня 1943 загін Армії Крайової захопив місто Жоджісткі і перебив литовсько-німецький гарнізон (130 осіб). 17 січня 1944 загін Армії Крайової захопив місто Рудоміно, взявши в полон 15 литовських поліцейських.
За наказом Тадеуша Коморовського від 12 червня 1944 був підготовлений план звільнення Вільнюса до підходу радянських частин (Операція «Гостра брама»). Важкі вуличні бої 5 500 солдатів Армії Крайової з частинами німецького гарнізону тривали з 7 липня по 13 липня 1944 року. Армія Крайова взаємодіяла з наступаючими частинами 3-го Білоруського фронту. Звільнені райони міста 13-15 липня патрулювалися спільними патрулями солдатів АК і Червоної Армії. Після того, як німецькі війська були вигнані з Вільна, органи НКВС почали репресивні заходи щодо членів АК.
Частина членів Віленського округу АК перейшла до збройної боротьби проти радянської влади. У 1944—1945 рр. у Віленському окрузі відбувалися численні напади на військовослужбовців, радянських активістів, місцевих жителів, які підтримали радянську владу. Окремі акції зафіксовані аж до 1948 року.
В середині 1990-х рр. стали відомі документи, які свідчили про намір Армії Крайової окупувати Литву, створити тут польський апарат управління і провести репресії щодо «нелояльних» жителів. Був складений список нелояльних осіб, яких слід було заарештувати або стратити.

### АК в Білорусі
Після приєднання Західної Білорусії до СРСР в вересні 1939 року органи державної безпеки СРСР і БРСР вели активну боротьбу з польським підпіллям. Одночасно проводилося масові депортації тамтешнього польського населення до Сибіру, Казахстану та інших віддалених районів країни. Внаслідок репресивної діяльності органів безпеки та зовнішньої розвідки СРСР польському підпіллю на території БРСР, в основному активної його частини, було завдано значної шкоди.
Після початку німецько-радянської війни та окупації Білорусії влітку 1941 року уряд Сікорського та командування ZWZ-AK у Варшаві використали умови для зміцнення своїх позицій на східних територіях колишньої Польщі. На території Білорусії було створено три округи АК: Новогрудський, Поліський та Віленський, а також інспекторат Гродно, який підпорядковувався округу АК Білосток.
На території Західної Білорусії радянське та польське підпілля певний час співіснували досить мирно, іноді підтримували союзницькі відносини: обмінювалися інформацією про обстановку на фронтах, про стан у своїх районах дії, домовлялися про спільні дії під час каральних експедицій гітлерівців. Однак, швидко відносини між АК і радянськими партизанами починають псуватися — полякам стали відомі плани радянського керівництва, які передбачали роззброєння польських загонів після заняття території Західної Білорусі радянською армією.
Приблизно з середини 1943 року Армія Крайова розпочала операції проти радянських партизанів та регулярних військових з'єднань Червоної Армії. Траплялися навіть сутички з іншими польськими воєнізованими формуваннями, наприклад, Народною Гвардією, яка підкорялася соціалістичній Польській робітничій партії. Наприкінці того ж року було зафіксовано кілька фактів співпраці АК із німцями — зокрема щодо постачання зброї. Однак відомо, що це було зроблено у розріз із наказами командування, яке забороняло будь-які контакти з нацистами.
У другій половині 1944 року АК остаточно перейшла до збройної боротьби проти радянської влади. У 1944-1945 роках у Західній Білорусі відбувалися численні напади на військовослужбовців, радянських активістів, місцевих жителів, які підтримали радянську владу. Окремі акції зафіксовано аж до початку 1950-х років. За 1944—1947 роки бійцями АК було скоєно 575 терористичних актів, 39 диверсій, 252 напади на державні установи і підприємства.
Від рук польських підпільників загинуло 96 працівників МВС-МДБ, 25 офіцерів і 82 сержанта, рядових військ МВС і Радянської Армії, 290 людина партійно-радянського активу, 1031 громадянин, 166 осіб отримали поранення, 37 осіб були викрадені підпільниками та пропали безвісти. До складу бойовиків входили не тільки АКівці, але і дезертири, карні злочинці і колишні поліцейські. Саме польські повстанці убили Героя Радянського Союзу майора Олександра Канарчика, якого АКівці після вбивства облили бензином і спалили.

### АК в Україні
В західних областях України АК створило чотири округи: Львівський, Волинський, Станіславський та Тернопільський. Як і в Західній Білорусі, напередодні німецько-радянської війни в результаті протидії радянських органів держбезпеки, діяльність польського військового підпілля була практично паралізована. Західноукраїнська мережа найчисленнішої польської військової організації, Союзу збройної боротьби (Zwiazek Walki Zbrojnej) знищена, основні функціонери заарештовані. Поступове відновлення польського організованого підпілля сталося після захоплення Західної України Німеччиною. Діяльність польських підпільників з їх збройними формуваннями була однією з причин створення загонів УПА.
Вважаючи Західну Україну своєю територією, під час нацистської окупації підрозділи АК неодноразово вступали там у сутички з УПА, крім того, вони нерідко вели військові дії проти націоналістів спільно з радянськими партизанами.
За підрахунками деяких польських дослідників, у цілому протягом 1943—1944 рр. тільки на Волині між АК і з одного боку і підрозділами УПА з іншого відбулося близько 150 боїв, під час яких з обох сторін загинуло щонайменше по кілька сотень бійців. Водночас червоні партизани, захищаючи поляків у Волинській трагедії, у рамках «класової боротьби» з «польськими націоналістами», негативно ставилися до поляків, які симпатизували антикомуністичній Армії Крайовій, офіцери якої усвідомлювали вимушеність свого тимчасового союзу з червоними. Періодично радянські партизани на Західній Україні самі таємно організовували вбивства офіцерів Армії Крайової.
Масові арешти солдат Армії Крайової після приходу Червоної Армії на західноукраїнські землі швидко переконали керівництво ОУН-Б і УПА, що радянська влада не зацікавлена в існуванні незалежної Польщі. Ані українцям, ані полякам ніяка «самостійність» на спірних територіях не світила. У зв'язку з цим, обидві сторони поступово вирішили об'єднати зусилля в боротьбі з Совєтами. Починаючи з весни 1945 року різні підрозділи УПА та АК-WIN вже вели переговори про співпрацю з метою боротьби проти спільного ворога — комуністичної влади Польщі та СРСР. Найвідомішим епізодом були переговори в селі Руда-Ружанецька 21 травня 1945 року, де сторони підписали угоду, вирішивши «співпрацювати перед загальною загрозою з боку польських комуністів та радянського НКВС». Території діяльності були розмежовані, було вирішено припинити акції проти цивільного населення та обмінюватися розвідувальною інформацією.
У другій половині 40-х років збройні загони «Свободи і Незалежності», кістяк якої складали колишні АКівці, провели спільно із загонами УПА кілька збройних операцій на сході Польщі, найвідомішою з яких був напад 28 травня 1946 року на Грубешів.

### Акція «Буря»
4 січня 1944 р. розпочалася реалізація операції «Буря» (акція «Буря»). У той момент радянські війська перейшли кордон Волині (радянсько-польський кордон до 1939 року), і тривала до січня 1945 року.
Першочерговим завданням операції було зайняти великі міста Західної України, щоб таким чином продемонструвати активну участь АК в боротьбі проти нацистських окупантів. Це був також план воєнної і політичної демонстрації щодо приналежності західноукраїнських земель до Польщі. Наказ про її початок був виданий у листопаді 1943 року головним комендантом Армії Крайової, генералом Тадеушем Бур-Коморовським.
До акції «Буря» було мобілізовано приблизно 100 тисяч вояків.
15 січня 1944 Армія Крайова сформувала на території Волинської області (західна Волинь) 27-ту піхотну дивізію, що налічувала близько 6,5 тисячі партизанів. Спочатку дивізія надавала допомогу загонам місцевої самооборони в боротьбі з УПА. Вона також воювала з німецькими протипартизанськими частинами та регулярними військами вермахту. В результаті запеклих боїв дивізія втратила від 10 % до 50 % особового складу. Незабаром після приходу радянських військ дивізія була роззброєна, а відтак перестала існувати. Більшість офіцерів дивізій, унтерофіцерів та рядових солдатів були заарештовані НКВС та ув'язнені в ГУЛАГах. Лише невелика частина вступила до Червоної Армії або Війська Польського.
Навесні 1944 року Радянська Армія досягла Східної Галичини. У березні радянські війська зайняли Коломийський і Городенківський райони. Радянський наступ спонукав керівництво АК ухвалити рішення про початок операції «Буря» в Галичині. Вже у березні 1944 року загони АК розпочали втілення цієї операції в районі Тернополя, а відтак на Станіславщині. У міру наближення підрозділів Червоної Армії до Львова були також активізовані тамтешні підпільні осередки АК. Поляки включилися у вуличні бої, здобувши, зокрема, головний залізничний вокзал, газовий завод, електростанцію та підприємство водогону й каналізації. Вони також заблокували деякі підходи до міста, ускладнюючи німцям можливість переміщення підрозділів.
Коли Червона армія 27 липня зайняла Львів то одразу ж наказала АК скласти зброю і приєднатися або до Червоної Армії, або до радянсько-польської армії Берлінга. 31 липня ввечері всіх командирів АК у Львові було запрошено до радянського штабу, де їх одразу заарештували і відправили в тюрму на Лонцького. Після процесу усіх засуджено на 10-20 років і вивезено в Сибір..

### Іноземна військова допомога АК
Армія Крайова отримувала значну допомогу від уряду Польщі в Лондоні і західних союзників:
- з 16 лютого 1941 до 28 грудня 1944 рр. в Польщу було закинуто 316 польських розвідників, командирів, диверсантів і радіотелеграфістів підготовлених британським Управлінням спеціальних операцій, 28 кур'єрів і 1 угорець, їх називали «тіхотемні» (cichociemni);
- також, союзники скидали для АК грошові кошти та військові вантажі: стрілецька зброя, кулемети, міномети, вибухівку, боєприпаси, засоби зв'язку та інші матеріали. Тільки в період з серпня 1943 до липня 1944 року британська ВВС здійснили понад 200 літако-вильотів, скинувши для АК понад 4000 контейнерів з військовими вантажами і 16 млн доларів банкнотами і золотом. Пізніше, тільки в район Варшави з 1 серпня до 2 жовтня 1944 рр. західними союзниками було скинуто ще 239 тонн вантажів[23]. В цілому, ними було скинуто 670 тонн вантажів. Полякам скинуто понад 26 млн доларів банкнотами і золотом. Крім того, британське УСО надавало AK допомогу, скидаючи з літаків контейнери зі зброєю та боєприпасами, включаючи пістолети-кулемети STEN, детонатори, пластикову вибухівку, а також інше стрілецьку зброю (пістолети, гвинтівки, автомати, кулемети), міномети.
- У грудні 1944 року в районі Ченстохова була скинута військова місія «Freston» британського Управління спеціальних операцій. АК отримувала з Великої Британії в більшості вантажі й озброєння, призначені для розвідувально-диверсійної діяльності.

Наприкінці війни, через погіршення відносин між лондонським урядом Польщі й СРСР, союзники ухвалили рішення про обмеження допомоги АК, оскільки ці дії могли призвести до ускладнень у відносинах між СРСР і західними союзниками.

### Варшавське повстання
При наближенні радянських військ до Варшави, з метою недопущення повторення ситуації у Львові, 1 серпня 1944 р. о 17-й год. командування АК видало наказ почати Варшавське повстання, в якому взяли участь широкі верстви патріотично налаштованих варшав'ян. Повстання було жорстоко придушене гітлерівцями, Варшава — ущент зруйнована. Повстання не досягло ні військових, ні політичних цілей, але стало для поляків символом мужності і рішучості в боротьбі за незалежність.
Повстанці не отримали військової допомоги з радянського боку, оскільки командування Червоної армії спочатку з об'єктивних причин не змогло форсувати наступ на Варшаву[джерело?], а потім із тактичних — не захотіло підтримувати польські патріотичні сили, налаштовані антирадянськи та антикомуністично (з огляду на сталінсько-гітлерівський пакт та німецько-радянську окупацію Польщі в 1939 р.). Сталін також не дозволив посадку літаків союзників на радянських аеродромах.
За 63 дня повстання загинули 10 тисяч повстанців, 17 тисяч потрапили в полон, 7 тисяч пропали безвісти. Крім того, загинуло близько 150 тисяч цивільного населення, велика частина міста була зруйнована (пізніше спеціальні німецькі бригади знищували вцілілі будівлі), близько 520 тисяч жителів були вигнані з міста. 87 000 чоловік направили на примусові роботи до Німеччини, а 68 707 осіб — до концентраційних таборів. Німецькі архівні дані свідчать, що всі формування Третього Райху (включаючи всі колабораціоністські формування) втратили безповоротно близько 3 000 загиблих і померлих від ран, з них багато хто загинув від радянської артилерії і авіації, а також в бою з загонами 1-ї армії Війська Польського, і близько 12 000 поранених. За даними повстанців німецькі війська втратили 300 одиниць бронетехніки, і 240 автомашин. Виявлені німецькі документи визнають, що втрати (тільки німців і козаків) групи Еріха фон дем Баха склали 9044 солдатів, в тому числі 1570 убитих. Дослідники, з урахуванням втрат варшавського гарнізону в перші дні повстання, а також окремих осіб і загонів, які пробивалися через повстанські квартали, c колабораціоністами (не козаками) і з урахуванням померлих від ран — після перевірки німецьких документів округлюють ці числа до близько 3000 загиблих і близько 12000 поранених. У доповідях повстанських частин часто давалася інформація про знищених німецьких броньовиків. Якщо всі ці доповіді розглядати, як надійні, виявилося б, що німецькі війська СС і Панцерваффе втратили під час повстання у Варшаві понад 300 бойових машин, то є кілька німецьких танкових дивізій серпня 1944. Німецькі архівні дані свідчать, що військові формування втратили безповоротно 1 танк T-V і 2 САУ Hetzer, поліцейські підрозділи і колабораціоністські військові формування втратили безповоротно кілька танків. Все формування Третього Рейху втратили безповоротно кілька танків і кілька САУ. Майже всі пошкоджені танки і САУ евакуювали і ремонтували (деякі танки і САУ ремонтували кілька разів).

### АК проти СРСР та комуністичної Польщі
На перших порах після того, як у січні 1944 Червона Армія перетнула кордони довоєнної Польщі, у відповідь на репресії щодо членів Польської підпільної держави траплялися збройні виступи частини польського населення, спрямовані проти нової комуністичної влади, а також радянських сил, що утверджували її у Польщі. Близько 25 000 підпільників, включаючи 300 офіцерів Армії Крайової, було заарештовано, роззброєно та інтерновано до жовтня 1944 року.
У жовтні 1944 р для боротьби з АК була сформована Зведена стрілецька дивізія внутрішніх військ НКВС під командуванням генерал-майора Бориса Серебрякова, головним завданням якої стала боротьба з польським національним підпіллям. До складу дивізії увійшли 2-й, 11-й, 18-й і 98-й прикордонні полки, 145-й стрілецький полк внутрішніх військ, 198-й окремий механізований батальйон внутрішніх військ. У різний час їй надавалися і інші підрозділи, зокрема 338-й прикордонний полк, 267-й полк внутрішніх військ, дивізіон бронепоїздів. Перші бойові зіткнення частин цієї дивізії з загонами АК відбулися 25-26 жовтня. За даними НКВС в період з 28 липня 1944 до 30 травня 1945 членами АК було вбито 594 і поранено 218 радянських військовослужбовців.
Після офіційного розпуску АК 19 січня 1945 р. значна частина її бійців, не погодившись із таким рішенням вищого керівництва, продовжувала боротьбу вже проти радянських військ, здійснюючи впродовж 1944—1945 рр. на всій території довоєнної Польщі диверсії на комунікаціях, чинячи терор проти представників польської комуністичної влади й українського мирного населення (наприклад, винищення села Павлокоми, Різня в Сагрині, Трагедія села Верховина).
Найбільш масштабна каральна операція проти АК проводилася з 10 по 25 липня 1945 року в районі міст Сувалки та Августів. «Августівська облава» проводилася частинами 50-ї радянської армії і військами НКВС та відокремленими підрозділами ПНА і МГБ. Радянські війська також проводили операції біля сусідньої Литви. Понад 2000 підозрюваних в участі в анти-комуністичному Опорі було схоплено та ув'язнено до радянських таборів для інтернованих.
Згідно з донесеннями НКВС, станом на 1 вересня 1945 р. у Львівській області заарештовано 3319 вояків Армії крайової, у тому числі комендантів двох округів та Львівського обшару АК.
Вояки АК зазнавали політичних переслідувань[перевірити] і з боку комуністичного уряду Польщі аж до викриття культу особи Сталіна на ХХ з'їзді КПРС, після чого репресії було послаблено.
За роки війни втрати АК в особовому складі становили 100 тис., ще 50 тис. бійців АК ув'язнено на території СРСР.
Посткомуністична польська історія високо цінує внесок АК у справу боротьби за незалежну польську державу.

## Злочини проти громадянського населення

### АК та українці
Ряд українських істориків вважає, що аковці здійснювали розправи над українським населення на Холмщині та Підляшші в 1942 році. Польський історик Гжегож Мотика пише, що вбивства українців в тих регіонах почалися тільки в 1943 році вже як відповідь на дії УПА.
З кінця літа 1943 року (особливо активно — з осені) бойовики АК стали проводити масові напади на українські села Волині, які підтримували УПА. За звітами Українського центрального комітету, до кінця 1943 року, внаслідок збройних операцій польського підпілля у дистрикті «Галичина» проти мирного населення, загинуло 103 українця.
В ніч з 9 на 10 березня 1944 року загони Армії Крайової атакували близько 20 сіл в Замостському повіті, заселених українцями. В одному тільки селі Сагринь, крім поліцейських, було вбито понад 500 чоловік мирного населення. 3 березня 1945 року, в селі Павлокома львівським відділенням АК під командуванням Юзефа Бісса, було по-звірячому вбито 365 українців і місцевий священник. Жертв відбирали за ознакою статі та віку. Дівчаток вбивали починаючи з віку семи років, хлопчиків — з п'яти. Лише 36 чоловік змогли врятуватися.

### АК та білоруси
Знищення цивільних під час Волинської трагедії було, скоріше, винятком для Армії Крайової. Зовсім інакше ситуація почала виглядати після розформування АК і початку боротьби колишніх її членів із комуністичною владою. В історію озброєні підрозділи поляків, які протистояли комуністам, увійшли як «прокляті» або «знедолені» солдати (польською — Żołnierze wyklęci). Спочатку вони вступали у сутички з регулярними радянськими підрозділами та армією соціалістичної Польщі, але влітку 1945-го Червона Армія, НКВС та СМЕРШ спільно з польською армією та міліцією провели низку масштабних операцій з ліквідації збройного підпілля. Вони проводили облави на поляків, яких підозрювали в участі у боротьбі з комуністами та, ймовірно, їх подальші позасудові страти.
Після цього «прокляті солдати» остаточно перейшли до партизанської боротьби. У протистояння з регулярними військовими з'єднаннями вони вступали рідко, а ось мирне населення від них значно постраждало, зокрема й білоруське. Напевно, найвідоміший епізод пов'язаний з діяльністю загону Ромуальда Райса на прізвисько Бурий. Під час війни він командував однією із штурмових рот Армії Крайової та брав участь у звільненні Вільно, а вже після розпуску АК приєднався до 5-ї Віленської бригади під командуванням Зигмунда Шендзеляжа. Після облав літа 1945-го той вирішив розпустити з'єднання, але Райс не підкорився наказу і приблизно з двома сотнями солдатів пішов у ліси біля Біловезької пущі.
У січні-лютому 1946-го солдати Бурого активно нападали на білоруські села, мешканців яких підозрювали у симпатіях до комуністів. Загалом загін Райса «пацифікував» шість білоруських сіл, убивши 79 мирних жителів і поранивши сотні..

### АК та євреї
Навесні і влітку 1943 року підрозділи АК чинили злочини проти єврейського населення в пущах Ліпічани, Налібоки, лісах Руденська, Нарочи і Брянська.
У лютому 1943 року в Келецькому воєводстві бійці загону АК за наказом командування відкрили вогонь по прийнятим в табір учасникам єврейської підпільної організації, які втекли з робочого табору для євреїв в місті Островець Свентокшиський на сході Келецкого воєводства. 15 з 17 євреїв були вбиті, інші зуміли сховатися.
У вересні 1943 року в Келецькому воєводстві бійцями АК були розстріляні сім партизан із загону С. Ханиза і Б. Гевірцмана (4 єврея, 1 росіянин і 2 поляка), відправлені відбити у німців худобу, зданий селянами. Цей інцидент поклав початок війні АК проти загону С. Ханиза і Б. Гевірцмана, що складався з євреїв, які втекли з Ченстоховського гетто. Наприкінці 1943 року, коли частина групи Гевірцмана перебувала в будинку селянина, дружнього загону, будинок оточили солдати АК. Вони побили євреїв і здали їх німцям.
2 червня 1944 взвод Армії Крайової під командуванням Болеслава Курпієвського (Орлика) вбив 12 цивільних євреїв в селі Подосе у Ломжинському районі.
17 серпня 1944 загін АК "Білі фарби" вбив 50-60 цивільних євреїв у Скаржинському лісовому масиві поблизу Сухеднюва.

АК та литовці
На Великдень польська АК вирізала литовців у місті Родуні, у селі Ночя — Рустейка Балі, Влад Кановічус, Ваци Анцевічюс, Стасі Лукошявічюс, Влад Качинскас, Мацкявічюс, брати Русінавічюси (Влад, Петра, Броню), Світлавічене, Алексас Вілкеліс, усі, хто називав себе литовцями; 12 травня близько 12-ї години польські партизани в селі Римджюнай села Гервечяй, знайшовши 60-річну литовку, яка пасла корову, почали вимагати, щоб вона розповіла, де чоловіки. Вони жорстоко побили її, потім, нагнувши дві берези і прив'язавши жінку за ноги до їхніх верхівок, відпустили дерева. Жінка померла, розірвана навпіл. Після цього вони знайшли також 60-річного чоловіка, який ховався в кущах. Чоловіка довго катували, але він нічого не сказав про те, у кого в селі була зброя, йому вбивали цвяхи в нігті, здирали з голови шкіру, розчавлювали її прикладами . У перших числах січня польські партизани напали на село Кнічеки Ейшишкяуського повіту, убили 35 мирних жителів, поранили 13, з них 10 важко, спалили 40 господарств із 50 коровами, 16 кіньми, 50 свинями, 100 вівцями, 400 курми тощо.
У східній частині Литовської Республіки Армія Крайова вбила близько 2000 мешканців, на східних землях етнічних литовців, що залишилися після нинішньої ЛР, - ще 3000 мешканців, інших грабували та катували. У ніч на 23 червня 1944 року 5-та бригада Віленського округу армії піддала тортурам 100 дітей, людей похилого віку та жінок у парафіях Дубінгяй, Йонішкіс, Інтуркес та сусідньому Молетському районі.
Lenkų Armijos krajovos genocido trubadūrai Lietuvoje

## Коменданти АК
Комендант АК — польська назва командувача Армії крайової. Командувач АК підпорядковувався безпосередньо Головному командувачеві збройних сил Польщі в еміграції. Функції комендантів АК від часу створення до офіційного розпуску армії виконували:
1. 14 лютого 1942 — 30 червня 1943 рр. — генерал Стефан Ровецький (псевдо — «Ґрот»);
2. 30 червня 1943 — 2 жовтня 1944 рр. (до кінця Варшавського повстання) — генерал Тадеуш Коморовський (псевдо — «Бур» ("Bór));
3. 2 жовтня 1944 — 19 січня 1945 рр. — генерал Леопольд Окуліцький (псевдо — «Ведмедик» («Niedźwiadek»)).

## Уніформа АК
Повстанці Армії Крайової не мали єдиної уніформи: цивільний одяг по можливості доповнювалася елементами польської довоєнної уніформи або трофейним німецьким обмундируванням.
На самому початку Варшавського повстання був захоплений великий німецький склад обмундирування, і повсталим роздали безліч комплектів різної камуфляжної уніформи.
Всі повстанці носили червоно-білу нарукавну пов'язку, іноді на ній додатково зображували емблеми загонів, польського орла, літери WP (Wojsko Polskie) або ж абревіатуру за назвою загону. Іноді на касках білою фарбою зображували великого польського орла замість біло-червоної стрічки.

## Відображення в культурі і мистецтві
Армії Крайовій присвячено значну кількість художніх творів.
- Канал — художній, фільм 1957 року
- Попіл і діамант — художній, фільм 1958 року
- Колумби[pl] — (телесеріал) 1970 року
- Година W[pl] — художній фільм 1979 року
- Каблучку з орлом в короні[pl] — художній фільм 1992 року
- Епоха честі — телесеріал
- Сто коней до ста берегів[pl] — художній фільм 1978 року
- Бійці Армії Крайової також з'являються в грі Company of Heroes 2. У цій грі також обігрується припис Пантелеймона Пономаренка про непомітне усунення керівників Армії Крайової.
- Чорна смуга — український фільм 2016 року

## Вшанування
Від 2017 року імена керівників АК присвоюються підрозділам Військ територіальної оборони Польщі, а традиції АК покладено на командування цього виду військ.